# Zarajsk
Zarajsk (ros. Зарайск) – miasto w Rosji, w obwodzie moskiewskim, 162 km na południowy wschód od Moskwy. W 2020 liczyło 22 772 mieszkańców.
W mieście zachował się zabytkowy kreml z XVI w.

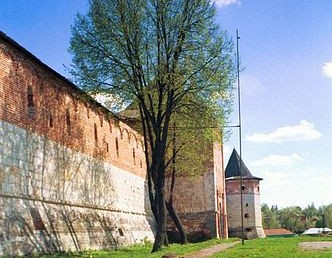
Zabytkowe mury obronne

## Miasta partnerskie
- Popowo, Bułgaria